# Gustavianum
El Gustavianum o Museo Gustavianum (Uppsala universitetsmuseum) es el museo de la Universidad de Upsala, la institución más antigua de Escandinavia (fundada en 1477). El museo fue inaugurado en 1997 por el rey Carlos XVI Gutavo en el edificio homónimo, siendo el edificio más antiguo de la universidad que todavía se mantiene en pie. Construido entre 1622 y 1625, fue el edificio principal de la Universidad de Upsala entre 1778 y 1887.
El museo Gustavianum atrajo en 2017 a más de 90 000 visitantes.

## Descripción

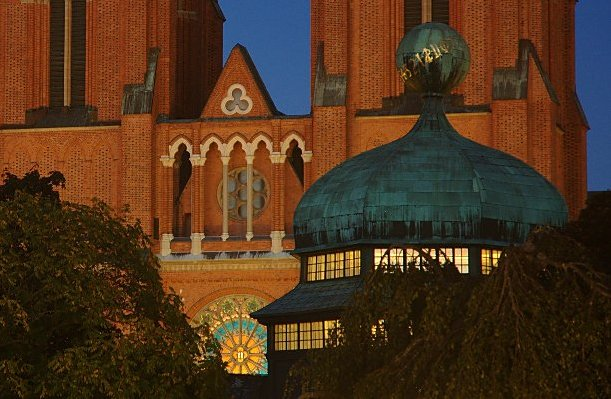
La catedral de Uppsala y el Gustavianum.

Todos los objetos y colecciones exhibidas en el Gustavianum son parte del patrimonio de la universidad. El museo ofrece cinco exhibiciones permanentes:
- «El anfiteatro anatómico»: Integrado por el propio anfiteatro y numerosos objetos relacionados con la historia de la facultad de medicina de Upsala. El anfiteatro anatómico es el segundo más antiguo del mundo.[5]
- «El gabinete de Augsburg»: Un gabinete de curiosidades del siglo XVII con unos 1000 objetos.[6]
- «El mar mediterráneo y el golfo del Nilo»: Colección de objetos de la antigüedad clásica, la mayoría excavados a lo largo de los años por arqueólogos del departamento de arqueología de Upsala.
- «Historia de la Universidad de Upsala»: incluye temas relacionados con científicos de Upsala, como Carl von Linne, Anders Celsius y Nils von Rosenstein. El objeto más prominente de esta colección es una nota de lectura del primer semestre de 1477.[6]
- «Valsgärde. Era de Vendel a la época vikinga»: Colección de objetos de los siglos VI a XI excavados del camposanto de Valsgärde, en la vecindad de Upsala.

## Historia
La construcción del edificio Gustavianum fue consecuencia de la reapertura de la universidad en 1593 y el constante aumento en número de estudiantes de todo el país, dado que Academia Carolina, el edificio central de arquitectura medieval, ya no era suficiente para servir a este fin. El Gustavianum se construyó entre 1622 y 1625, y debe su nombre al noble Gustavus Adolphus, quien en 1620 financió su construcción. En 1661 el catedrático de medicina y polímata Olaus Rudbeck expandió sustancialmente el edificio, añadiendo una planta adicional y construyendo el theatrum anatomicum y una notable cúpula, que aún se mantiene y sirve de punto de referencia en la universidad.
El anfiteatro anatómico se usó hasta la década de 1750, cuando se inauguraron unas modernas instalaciones para los estudios anatómicos en el aledaño edificio de la facultad de medicina. El anfiteatro original, ahora parte del museo, fue restaurado en 1955 acorde a su diseño original. La cúpula del edificio fue utilizada como biblioteca hasta la inauguración de la actual biblioteca Carolina Rediviva en 1841, tras lo cual pasó a servir para el museo zoológico.  
Durante el siglo XVIII el edificio fue renovado por el arquitecto Carl Hårleman y, tras la demolición de Academia Carolina en 1778, pasó a ser el edificio principal de la universidad. Se mantuvo en esta calidad hasta 1887, aunque seguiría alojando clases de las facultades de arquitectura, antigüedad y egiptología hasta 1997, año en que se convirtió definitivamente en el museo de la universidad. 